# Semaeopus ellatina
Semaeopus ellatina är en fjärilsart som beskrevs av George Duryea Hulst 1896. Semaeopus ellatina ingår i släktet Semaeopus och familjen mätare. Inga underarter finns listade i Catalogue of Life.